# Socha svatého Václava (Košíře)
Socha svatého Václava v Košířích v Praze se nachází na okraji malého parku mezi ulicemi Musílkova a Tůmova u Kavalírky. Je chráněna jako nemovitá kulturní památka České republiky.

## Historie
Sochu svatého Václava vytvořil z žehrovického pískovce sochař František Hnátek. Slavnostně osazena a posvěcena byla 28. října 1905.

## Popis
Socha je umístěna na hranolovém podstavci, který má obroušené hrany a je završen profilovanou hlavicí. Na jeho bocích jsou pod hlavicí štítky s černě malovanou svatováclavskou orlicí. V přední části soklu je nápis:
```
"SVATÝ VÁCLAVE NEDEJ ZAHYNOUTI NÁM NI BUDOUCÍM".
[
1
]
```

Světec stojí mírně nakročen. Je oděn do historizujícího kroje - má topánky s vázáním kolem lýtek, suknici a plášť s kožišinovým lemem. V levé ruce drží kopí s praporcem. Na hlavě má svatováclavskou korunu.
Socha byla přemístěna o přibližně 12 metrů východním směrem a opatřena plotem. Při restaurování byla v podstavci objevena schránka, která obsahuje pamětní list a několik mincí upomínající slavnostní osazení a posvěcení sochy.